# Za ljudstvo Slovenije
Za ljudstvo Slovenije je slovenska politična stranka, ki jo je ustanovila slovenska političarka in aktivistka Anica Bidar. Ustanovni kongres je potekal 30. januarja 2022. Kot prva predsednica je bila izvoljena Bidarjeva. Navedli so, da bo stranka imela 8 podpredsednikov, ena najpomembnejših zavez pa bo sodelovanje s tistimi, ki so pripravljeni na skupno grajenje novih, trdnih temeljev. Trenutni predsednik stranke je Borut Loboda.

## Volitve

### Volitve v državni zbor 2022
Stranka na svojih prvih volitvah ni prestopila parlamentarnega praga. Svoj glas ji je zaupalo 0,70 % volivcev oz. 8.218 ljudi.

### Lokalne volitve 2022
Stranka je vložila kandidaturo za župana in občinski svet zgolj v eni občini, in sicer v Slovenski Bistrici. Županska kandidatka Romana Brzin je dobila 2,72 % glasov oz. 242 glasov občanov in s tem zasedla zadnje mesto med štirimi kandidati. Za občinski svet so predlagali 4 kandidate, a niso dobili nobenega mandata.